# Текстіл ді Пунгуе
Групу Деспортіву да Компанія Текстіл ді Пунгуе або просто Текстіл ді Пунгуе (порт. Grupo Desportivo da Companhia Têxtil do Punguè) — професіональний мозамбіцький футбольний клуб з міста Бейра, в провінції Софала.

## Історія клубу
Команду було засновано в місті Бейра 1943 року і за всю історію свого існування не має значної кількості титулів та досягнень, оскільки лише одного разу виграв Чемпіонат Мозамбіку з футболу, а саме 1981 року.
Команда рідко брала участь в клубних континентальних змаганнях, за всю історію клубу це траплялося лише 3 рази, але «Текстіл ді Пунгуе» ніколи не проходив перший раунд.
В 2007 році клуб в чемпіонаті зайняв 13 місце серед 14 команд та вилетів до другого дивізіону, Чемпіонату провінції Софала.

## Досягнення в національних турнірах
- Чемпіонат Мозамбіку:[2]
  -  Чемпіон (1): 1981.

- Кубок Мозамбіку:
  -  Фіналіст (3): 1979, 1995/96, 2006

- Суперкубок Мозамбіку:
  -  Фіналіст (1): 2007.

## Статистика виступів в клубних континентальних турнірах[3][4][5]
| Сезон | Турнір                 | Раунд      | Клуб           | Вдома | На виїзді | Загальний |
| ----- | ---------------------- | ---------- | -------------- | ----- | --------- | --------- |
| 1982  | Ліга чемпіонів КАФ     | 1          | «Янг Африканс» | 1-2   | 0-2       | 1-4       |
| 1997  | Кубок КАФ              | 1          | «C&M Сейлес»   | т.п.1 | т.п.1     | т.п.1     |
| 2007  | Кубок Конфедерації КАФ | Попередній | Сімба          | 1-1   | 4-2       | 5-3       |
| 2007  | Кубок Конфедерації КАФ | 1          | Уніон Дуала    | 0-3   | 0-6       | 0-9       |

1- «Текстіл ді Пунгуе» покинув турнір.